# Basketbalista roku
Basketbalista roku je anketa o nejlepšího hráče a hráčku basketbalu. V období Československa ji od roku 1965 vyhlašovala sekce košíkové ÚV ČSTV, od roku 1970 pak Basketbalový svaz ČSTV a od roku 1990 občanské sdružení Česká a slovenská basketbalová federace. Po rozdělení Československa anketu vyhlašují Česká basketbalová federace a Slovenská basketbalová asociácia.
V mužské kategorii je pětinásobným vítězem ankety bývalý československý reprezentant, Slovák Stanislav Kropilák, který je také desetinásobným vítězem (1975–1984) obdobné ankety o nejlepšího basketbalistu Slovenska. Čtyřnásobnými vítězi ankety jsou František Konvička a Zdeněk Kos a v ženské kategorii tři hráčky: Anna Kozmanová, Helena Malotová a Milena Jindrová.
Česká basketbalová federace a Asociace ligových klubů v roce 2001 vyhlásily anketu o nejlepšího českého basketbalistu 20. století. Jejím vítězem byl vyhlášen Jiří Zídek st., na druhém a třetím místě skončili Kamil Brabenec a Ivan Mrázek. Nejlepší českou basketbalistkou století byla vyhlášena Milena Jindrová. 

Slovenská basketbalová asociace vyhlásila anketu o nejlepší basketbalisty Slovenska 20. století, jejíž výsledky byly vyhlášeny v prosinci 2000.

## Basketbalista roku
Anketa o nejlepšího basketbalistu Československa byla vyhlašována mezi lety 1965 až 1991. Na Slovensku se v letech 1971–1990 konala obdobná anketa, týkající se slovenských hráčů a hráček. Po roce 1992 Česká basketbalová federace a Slovenská basketbalová asociácia vyhlašují samostatné ankety, které se ale v některých letech nekonaly. Výsledky anket:
| Rok                                    | Československo     | Československo                     | Československo     | Československo      | Slovensko            | Slovensko            |
| Rok                                    | Hráč               | Klub                               | Hráčka             | Klub                | Hráč                 | Hráčka               |
| -------------------------------------- | ------------------ | ---------------------------------- | ------------------ | ------------------- | -------------------- | -------------------- |
| 1965                                   | František Konvička | ZJŠ Brno                           | Dagmar Hubálková   | Slovan Orbis Praha  |                      |                      |
| 1966                                   | František Konvička | Dukla Olomouc                      | Helena Malotová    | Jiskra Kyjov        |                      |                      |
| 1967                                   | František Konvička | ZJŠ Brno                           | Helena Malotová    | Jiskra Kyjov        |                      |                      |
| 1968                                   | František Konvička | ZJŠ Brno                           | Milena Jindrová    | Slávia VŠ Praha     |                      |                      |
| 1969                                   | Vladimír Pištělák  | Zbrojovka Brno                     | Helena Malotová    | Jiskra Kyjov        |                      |                      |
| 1970                                   | Jiří Zídek         | Dukla Olomouc                      | Helena Malotová    | Jiskra Kyjov        |                      |                      |
| 1971                                   | Jan Bobrovský      | Zbrojovka Brno                     | Eva Petrovičová    | Slovan Bratislava   |                      | Eva Petrovičová      |
| 1972                                   | Jiří Zídek         | Slávia VŠ Praha                    | Milena Jindrová    | Slávia VŠ Praha     | Marian Kotleba       | Eva Petrovičová      |
| 1973                                   | Jan Bobrovský      | Dukla Olomouc                      | Milena Jindrová    | Slávia VŠ Praha     | Ivan Chrenka         | Eva Petrovičová      |
| 1974                                   | Zdeněk Kos         | Dukla Olomouc                      | Hana Doušová       | Sparta Praha        | Peter Chrenka        | Božena Miklošovičová |
| 1975                                   | Zdeněk Kos         | Dukla Olomouc                      | Milena Jindrová    | Slávia VŠ Praha     | Stanislav Kropilák   | Iveta Pollaková      |
| 1976                                   | Kamil Brabenec     | Zbrojovka Brno                     | Ivana Kořínková    | Sparta Praha        | Stanislav Kropilák   | Božena Miklošovičová |
| 1977                                   | Zdeněk Kos         | Dukla Olomouc                      | Dana Klimešová     | Sparta Praha        | Stanislav Kropilák   | Božena Miklošovičová |
| 1978                                   | Zdeněk Kos         | Dukla Olomouc                      | Dana Klimešová     | Sparta Praha        | Stanislav Kropilák   | Eva Piršelová        |
| 1979                                   | Stanislav Kropilák | Inter Bratislava                   | Alena Weiserová    | Sparta Praha        | Stanislav Kropilák   | Irena Rajniaková     |
| 1980                                   | Stanislav Kropilák | Inter Bratislava                   | Ivana Třešňáková   | Sparta Praha        | Stanislav Kropilák   | Irena Rajniaková     |
| 1981                                   | Jaroslav Skála     | VŠ Praha                           | Anna Kozmanová     | VŠ Praha            | Stanislav Kropilák   | Beata Renertová      |
| 1982                                   | Stanislav Kropilák | Inter Bratislava                   | Anna Kozmanová     | VŠ Praha            | Stanislav Kropilák   | Zora Brziaková       |
| 1983                                   | Stanislav Kropilák | Inter Bratislava                   | Anna Kozmanová     | VŠ Praha            | Stanislav Kropilák   | Alena Kašová         |
| 1984                                   | Zdeněk Böhm        | NHKG Ostrava                       | Anna Kozmanová     | VŠ Praha            | Stanislav Kropilák   | Alena Kašová         |
| 1985                                   | Stanislav Kropilák | Inter Bratislava                   | Hana Zarevúcká     | VŠ Praha            | Juraj Žuffa          | Irena Rajniaková     |
| 1986                                   | Vlastimil Havlík   | Zbrojovka Brno                     | Hana Zarevúcká     | VŠ Praha            | Juraj Žuffa          | Erika Dobrovičová    |
| 1987                                   | Oto Matický        | Inter Bratislava                   | Ivana Nováková     | VŠ Praha            | Oto Matický          | Anna Janoštinová     |
| 1988                                   | Oto Matický        | Inter Bratislava                   | Ivana Nováková     | VŠ Praha            | Oto Matický          | Anna Janoštinová     |
| 1989                                   | Oto Matický        | Inter Bratislava                   | Ivana Nováková     | VŠ Praha            | Oto Matický          | Erika Dobrovičová    |
| 1990                                   | Josef Jelínek      | Sokol I. Brno                      | Iveta Bieliková    | SCP Ružomberok      | Jozef Michalko       | Iveta Bieliková      |
| 1991                                   | Jan Svoboda        | BVC Brno                           | Iveta Bieliková    | SCP Ružomberok      |                      |                      |
| Ankety Basketbalista roku od roku 1992 |                    |                                    |                    |                     |                      |                      |
| Rok                                    | Česko              | Česko                              | Česko              | Česko               | Slovensko            | Slovensko            |
| Rok                                    | Hráč               | Klub                               | Hráčka             | Klub                | Hráč                 | Hráčka               |
| 1992                                   | Jan Svoboda        | Bioveta COOP Banka Brno            |                    |                     | neudělováno          | neudělováno          |
| 1993                                   | neudělováno        | neudělováno                        | neudělováno        | neudělováno         | neudělováno          | neudělováno          |
| 1994                                   | Jan Svoboda        | Bioveta COOP Banka Brno            |                    |                     | Oto Matický          | Erika Dobrovičová    |
| 1995                                   | Josef Jelínek      | Bioveta COOP Banka Brno            |                    |                     | Oto Matický          | Andrea Kuklová       |
| 1996                                   | Jan Svoboda        | BC Stavex Brno                     | Erika Dobrovičová  |                     | Oto Matický          | Iveta Bieliková      |
| 1997                                   | Petr Czudek        | BC Stavex Brno                     |                    |                     | Marek Andruška       | Anna Kotočová        |
| 1998                                   | Jiří Okáč          | ICEC Opava                         |                    |                     | Richard Petruška     | Andrea Kuklová       |
| 1999                                   |                    |                                    |                    |                     | Richard Petruška     | Alena Kováčová       |
| 2000                                   | Jiří Welsch        | Sparta Praha                       |                    |                     | Richard Petruška     | Anna Kotočová        |
| 2001                                   | Václav Hrubý       | USK Praha                          |                    |                     | Martin Rančík        | Alena Kováčová       |
| 2002                                   |                    |                                    |                    |                     | Martin Rančík        | Alena Kováčová       |
| 2003                                   | Jiří Welsch        | Boston Celtics                     | Hana Horáková      | Gambrinus JME Brno  | Štefan Svitek ml.    | Zuzana Žirková       |
| 2004                                   |                    |                                    | Hana Horáková      | Gambrinus JME Brno  | neudělováno          | neudělováno          |
| 2005                                   | Jiří Welsch        | Boston Celtics Cleveland Cavaliers | Eva Vítečková      | Gambrinus Sika Brno | Anton Gavel          | Zuzana Žirková       |
| 2006                                   | Jiří Welsch        | Baloncesto Málaga                  | Eva Vítečková      | Gambrinus Sika Brno | neudělováno          | neudělováno          |
| 2007                                   | neudělováno        | neudělováno                        | neudělováno        | neudělováno         | Radoslav Rančík      | Zuzana Žirková       |
| 2008                                   | neudělováno        | neudělováno                        | neudělováno        | neudělováno         | Radoslav Rančík      | Zuzana Žirková       |
| 2009                                   | neudělováno        | neudělováno                        | neudělováno        | neudělováno         | Radoslav Rančík      | Zuzana Žirková       |
| 2010                                   | neudělováno        | neudělováno                        | neudělováno        | neudělováno         | Anton Gavel          | Zuzana Žirková       |
| 2011                                   | neudělováno        | neudělováno                        | neudělováno        | neudělováno         | Anton Gavel          | Lucia Kupčíková      |
| 2012                                   | Jan Veselý         | Washington Wizards                 | Eva Vítečková      | ZVVZ USK Praha      | Anton Gavel          | Lucia Kupčíková      |
| 2013                                   | Tomáš Satoranský   | Cajasol Sevilla                    | Eva Vítečková      | ZVVZ USK Praha      | Radoslav Rančík      | Lucia Kupčíková      |
| 2014                                   | Tomáš Satoranský   | Cajasol Sevilla                    | Eva Vítečková      | ZVVZ USK Praha      | Radoslav Rančík      | Zuzana Žirková       |
| 2015                                   | Tomáš Satoranský   | FC Barcelona                       | Jana Veselá        | ZVVZ USK Praha      | Radoslav Rančík      | Zuzana Žirková       |
| 2016                                   | Jan Veselý         | Fenerbahce Istanbul                | Kateřina Elhotová  | ZVVZ USK Praha      | Radoslav Rančík      | Žofia Hruščáková     |
| 2017                                   | Jan Veselý         | Fenerbahce Istanbul                | Alena Hanušová     | ZVVZ USK Praha      | Radoslav Rančík      | Žofia Hruščáková     |
| 2018                                   | Tomáš Satoranský   | Washington Wizards                 | Kateřina Elhotová  | ZVVZ USK Praha      | Kyle Kuric           | Barbora Bálintová    |
| 2019                                   | Tomáš Satoranský   | Washington Wizards                 | Kateřina Elhotová  | ZVVZ USK Praha      | Vladimír Brodziansky | Barbora Bálintová    |
| 2020                                   | Tomáš Satoranský   | Chicago Bulls                      | Kateřina Elhotová  | ZVVZ USK Praha      | Vladimír Brodziansky | Barbora Bálintová    |
| 2021                                   | Tomáš Satoranský   | Chicago Bulls                      | Kateřina Elhotová  | ZVVZ USK Praha      | Vladimír Brodziansky | Barbora Bálintová    |
| 2022                                   | Jan Veselý         | Fenerbahce Istanbul                | Julia Reisingerová | Uni Girona CB       |                      |                      |
| 2023                                   | Tomáš Satoranský   | FC Barcelona                       | Julia Reisingerová | Perfumerías Avenida |                      |                      |
| 2024                                   | Jan Veselý         | FC Barcelona                       | Veronika Voráčková | ZVVZ USK Praha      |                      |                      |

## „All Stars“ československé basketbalové ligy
Nejlepší pětky hráčů resp. hráček basketbalové sezóny nebo roku

### Muži
- 1964/65: František Konvička, Jiří Zídek, Jiří Růžička, Vladimír Pištělák, Jan Bobrovský
- 1965/66: Jiří Zídek, František Konvička, Jan Bobrovský, Jiří Růžička, Karel Baroch
- 1966/67: Jiří Zídek, Jiří Zedníček, Jan Bobrovský, František Konvička, Jiří Růžička
- 1967/68: František Konvička, Jiří Zídek, Vladimír Pištělák, Jan Bobrovský, Jiří Růžička
- 1968/69: Jiří Zedníček, Jiří Zídek, František Konvička, Vladimír Pištělák, Jan Bobrovský
- 1969/70: Jiří Růžička, Jiří Zídek, Jiří Zedníček, Milan Voračka, Jan Bobrovský
- 1970/71: Jiří Zídek, Jiří Zedníček, Jan Bobrovský, Jiří Pospíšil, Karel Baroch
- 1971/72: Jiří Zídek, Jan Bobrovský, Jiří Zedníček, Jiří Růžička, Zdeněk Kos
- 1972/73: Jan Bobrovský, Zdeněk Kos, Jiří Pospíšil, Jiří Zedníček, Jiří Zídek
- 1973/74: Zdeněk Kos, Jiří Zídek, Jan Bobrovský, Kamil Brabenec, Jiří Pospíšil
- 1974/75: Zdeněk Kos, Zdeněk Douša, Jan Bobrovský, Kamil Brabenec, Jiří Pospíšil
- 1975/76: Vojtěch Petr, Kamil Brabenec, Jan Bobrovský, Stanislav Kropilák, Jiří Konopásek
- 1976/77: Zdeněk Kos, Stanislav Kropilák, Jan Bobrovský, Jiří Pospíšil, Kamil Brabenec
- 1977/78: Zdeněk Kos, Stanislav Kropilák, Jan Bobrovský, Jiří Pospíšil, Kamil Brabenec
- 1978/79: Stanislav Kropilák, Zdeněk Kos, Jiří Pospíšil, Kamil Brabenec, Gustáv Hraška
- 1979/80: Stanislav Kropilák, Kamil Brabenec, Zdeněk Kos, Gustáv Hraška, Jiří Pospíšil
- 1980/81: Jaroslav Skála, Stanislav Kropilák, Gustáv Hraška, Vlastimil Havlík, Kamil Brabenec
- 1981/82: Stanislav Kropilák, Jaroslav Skála, Gustáv Hraška, Vlastibor Klimeš, Zdeněk Böhm
- 1982/83: Stanislav Kropilák, Jaroslav Skála, Gustáv Hraška, Zdeněk Böhm, Vlastimil Havlík
- 1983/84: Zdeněk Böhm, Stanislav Kropilák, Jaroslav Skála, Vlastimil Havlík, Kamil Brabenec
- 1984/85: Stanislav Kropilák, Jaroslav Skála, Zdeněk Böhm, Peter Rajniak, Vlastimil Havlík
- 1985/86: Vlastimil Havlík, Kamil Brabenec, Oto Matický, Leoš Krejčí, Jaroslav Skála
- 1986/87: Oto Matický, Vlastimil Havlík, Kamil Brabenec, Juraj Žuffa, Jiří Okáč
- 1988: Oto Matický, Richard Petruška, Josef Jelínek, Jozef Michalko, Štefan Svitek
- 1989: Oto Matický, Richard Petruška, Štefan Svitek, Josef Jelínek, Vladimír Vyoral
- 1990: Josef Jelínek, Vladimír Vyoral, Michal Ježdík, Václav Hrubý, Jozef Michalko
- 1991/92: Jan Svoboda, Pavel Bečka, Václav Hrubý, Michal Ježdík, Stanislav Kameník

### Ženy
- 1964/65: Dagmar Hubálková, Helena Jošková, Sylva Richterová, Vlasta Brožová, Olga Přidalová
- 1965/66: Helena Jošková, Marta Melicharová, Sylva Richterová, Věra Štechrová, Olga Přidalová
- 1966/67: Helena Jošková, Marta Melicharová, Sylva Richterová, Věra Štechrová, Milena Jindrová
- 1967/68: Helena Jošková, Milena Jindrová, Marta Melicharová, Helena Zvolenská, Milena Vecková
- 1968/69: Helena Jošková, Milena Jindrová, Hana Doušová, Eva Petrovičová, Pavla Gregorová
- 1969/70: Helena Jošková, Milena Jindrová, Hana Jarošová, Eva Petrovičová, Marie Zahoříková
- 1970/71: Hana Jarošová, Helena Jošková, Milena Jindrová, Eva Petrovičová, Marie Zahoříková
- 1971/72: Hana Jarošová, Helena Jošková, Milena Jindrová, Eva Petrovičová, Martina Jirásková
- 1972/73: Milena Jindrová, Hana Doušová, Eva Petrovičová, Helena Jošková, Martina Jirásková
- 1973/74: Hana Doušová, Ivana Kořínková, Dana Klimešová, Martina Jirásková, Božena Miklošovičová
- 1974/75: Milena Jindrová, Hana Doušová, Dana Ptáčková, Ivana Kořínková, Martina Jirásková
- 1975/76: Ivana Kořínková, Hana Doušová, Dana Ptáčková, Božena Miklošovičová, Lenka Nechvátalová
- 1976/77: Dana Klimešová, Božena Miklošovičová, Lenka Nechvátalová, Pavla Podivínová, Vlasta Vrbková
- 1977/78: Dana Klimešová, Irena Bartošová, Milena Jindrová, Ivana Třešňáková, Alena Kopecká
- 1978/79: Alena Kopecká, Dana Hojsáková, Anna Kozmanová, Vlasta Vrbková, Jana Menclová
- 1979/80: Ivana Třešňáková, Pavla Podivínová, Jana Menclová, Anna Kozmanová, Dana Hojsáková
- 1980/81: Hana Zarevúcká, Anna Kozmanová, Pavla Podivínová, Ivana Třešňáková, Alena Kopecká
- 1981/82: Anna Kozmanová, Hana Zarevúcká, Pavla Podivínová, Alena Kopecká, Jana Menclová
- 1982/83: Anna Kozmanová, Hana Zarevúcká, Pavla Podivínová, Zora Brziaková, Hana Brůhová
- 1983/84: Anna Kozmanová, Hana Zarevúcká, Zora Brziaková, Jana Chlebowczyková, Alena Kašová
- 1984/85: Hana Zarevúcká, Zora Brziaková, Hana Brůhová, Svatava Kysilková, Eva Kalužáková
- 1985/86: Hana Zarevúcká, Eva Kalužáková, Zora Brziaková, Anna Janoštinová, Eva Fortuníková
- 1986/87: Ivana Nováková, Erika Dobrovičová, Anna Janoštinová, Eva Kalužáková, Svatava Kysilková
- 1988: Ivana Nováková, Anna Janoštinová, Eva Kalužáková, Svatava Kysilková, Erika Dobrovičová
- 1989: Ivana Nováková, Erika Dobrovičová, Svatava Kysilková, Eva Kalužáková, Anna Janoštinová
- 1990: Iveta Bieliková, Irma Valová, Eva Kalužáková, Eva Horáková, Renata Hiráková
- 1991/92: Iveta Bieliková, Andrea Chupíková, Eva Antalecová, Irma Valová, Renata Hiráková

## „All Stars“ české basketbalové ligy
Nejlepší pětky hráčů resp. hráček basketbalové sezóny nebo roku

### Muži
- 1994/95 : Josef Jelínek, Jan Svoboda, Michal Ježdík, Václav Hrubý, Leoš Krejčí
- 1995/96 : Jan Svoboda, Josef Jelínek, Jaroslav Kovář, Petr Czudek, Petr Treml
- 1996/97 : Petr Czudek, Jiří Okáč, Petr Treml, Jan Svoboda, Václav Hrubý
- 1997/98 : Jiří Okáč, Donald Whiteside, Jaroslav Kovář, Petr Czudek, Jan Svoboda
- 1999/00 : Jiří Welsch, Jiří Trnka, Levell Sanders, Roderick Anderson, Aleš Kočvara
- 2000/01 : Václav Hrubý, Jan Svoboda, Petr Treml, Daniel Cyrulik, Antoine Stokes